# Deathgaze
Deathgaze ist eine japanische Alternative-Metal-Band mit einem Style, der dem Visual Kei ähnlich ist, vergleichbar mit vielen anderen Bands, die in Nagoya gegründet wurden. Zudem sind auch große Einflüsse des Metalcore in ihrer Musik zu hören.

## Geschichte
Deathgaze wurde im Sommer 2003 von Hazuki, Ai, Naoki, und Kanna gegründet. Nach der ersten Single 294036224052 verließ Sänger Hazuki im Frühling 2004 die Band, um seine eigene Band Lynch zu gründen. Gitarrist Kanna verließ die Band ebenfalls 2004. Daraufhin traten Sänger Sou und Gitarrist Naoto der Band gegen Ende 2004 bei. Im Anschluss veröffentlichte die Band diverse weitere Singles und ihr erstes Album, bevor Sou 2006 die Band verließ, um zu heiraten. Im März 2007 verkündete die Band ihre acht Monate lange Pause.
Am 11. November 2007 beendeten sie ihren Hiatus. Bassist Ai besetzte nun den Posten des Sängers. Sie setzen ihre Shows als dreiköpfige Band bis März 2008 fort, bis schließlich Kosuke als Bassist hinzugefügt wurde. Am 26. April 2009 setzte sich der Gitarrist Naoto von der Band und von der Musik zur Ruhe, aber ließ verlauten, dass er vielleicht in der Zukunft zurückkehren könnte. Seit dem Ausscheiden von Naoto, spielte Takaki (ex. Ass’n’Arrow) als Liveunterstützung Gitarre für die Band, während Ai Gitarrenriffs für "The Continuation" und "Blood" beisteuerte. Takaki wurde am 20. November 2009 als offizielles Mitglied benannt.
Bis 2009 hatte Deathgaze zehn Singles (eine davon als Re-Release), sowie drei Alben. Ai ist der Hauptkomponist und Songwriter der Band, auch als Hazuki noch Mitglied war. Er ist auch das Artwork für die Cds verantwortlich. Die Band spielte auch unter dem Namen Knohhoso (野っ細, Nohhoso), in der sie Coversongs von älteren und bekannten japanischen Rockbands spielten. Bei Knohhoso war Ai ebenfalls Sänger.

## Diskografie
Studioalben
- Genocide and Mass Murder (2006)
- Awake – Evoke the Urge (2008)
- The Continuation (2009)
- Bliss Out (2010)
- Creature (2012)
- Enigma (2014)

Livealben
- Live DVD Bloody All Lovers (2010)
- Bliss Out Mind -From the End- (2012)

Kompilationen
- Decade (2013)

Singles
- 「294036224052」 (2004)
- Chaos (2005)
- Chaos Vol. 2 (2005)
- Downer (2005)
- Fuhai to Fusei (腐敗と腐生; 2006)
- Insult kiss me (2008)
- Dearest (2008)
- I’m broken baby (2008)
- Abyss (2008)
- Blood (2009)
- Sorrow (2010)
- Silence/The End (2011)
- Useless Sun (2011)
- Dead Blaze (2012)
- Allure (2013)
- The Underworld (2013)